# Mine Troïlus
Pour les articles homonymes, voir Troïlus (homonymie).
La mine Troïlus est une mine de cuivre et d'or à ciel ouvert du Nord-du-Québec, située à 120 kilomètres au nord de Chibougamau. Elle est exploitée par la compagnie minière Inmet Corp.

## Localisation
Le gisement cupro-aurifère de Troïlus a été découvert en 1987 par la compagnie Kerr Addison (maintenant Inmet Corp.) à la suite de trois années de travaux de prospection (levés géologiques, géochimiques, géophysiques et forages). Il est localisé à environ 125 kilomètres au Nord de la ville de Chibougamau, Québec. Le gisement Au-Cu de Troïlus est exploité depuis janvier 1997 par la corporation minière Inmet. En 2003, on y extrayait entre 50 et 60 000 tonnes de roc par jour dont 18 à 20 000 tonnes de minerai. Le taux de récupération de l’or se situe entre 82 et 86 %, ce qui équivalait à une production annuelle d’environ 180 000 onces d’or. 11 500 000 livres de cuivre étaient également extraites comme sous produit. En 2003, le gisement de Troïlus contribuait à 18,3 % de la production aurifère du Québec et 3,6 % de celle du Canada.

## Géologie régionale

### Généralités
Les campagnes de cartographie dans la région de Frotet-Evans ont été effectuées par Kindle (1941), Riley (1952) et Kindle & Riley (1958), pour le compte de la Commission Géologique du Canada. Murphy (1966), Rondot (1972), Gunter (1977) et Hocq (1978) établirent les bases de la géologie du secteur pour le Ministère des Ressources Naturelles du Québec. Avec l’ouverture de nouveaux chemins d’accès dans cette région au début des années 80, l’information géologique se précise sur ce secteur en grande partie grâce aux travaux de Simard (1983) et de Roy (1986).
La ceinture de roches vertes archéenne de Frotet-Evans est une mince bande volcano-sédimentaire allochtone, de 5 à 20 kilomètres de largeur (Simard, 1987). Elle s’étend d’Est en Ouest sur plus de 250 kilomètres à partir du lac Mistassini jusqu’à la rivière Nottaway. Elle se compose de quatre segments, soit d’Ouest en Est : Evans-Ouagama, Storm-Evans, Assinaca et Frotet-Troïlus.
Les deux segments volcaniques situés à ses extrémités sont séparés au centre par un bassin sédimentaire. Les deux segments volcaniques sont constitués essentiellement de laves basaltiques et de volcanoclastites de composition intermédiaire à acide. Ces séquences sont envahies par de nombreux filons-couches basiques à ultrabasiques. Thibault (1985) date le volcanisme à 2750 +/- 25 Ma et 2780 +/- 25 Ma sur les tufs felsiques en utilisant la méthode  U-Pb sur zircon.
La région de Frotet-Troïlus constitue l’extrémité est de la bande volcano-sédimentaire Frotet-Evans. L’accrétion de trois domaines volcaniques et structuraux d’origines et d’âges divers serait à l’origine du segment Frotet-Troïlus. Selon Simard (1987), la région de Frotet-Troïlus est unique par la composition des laves basiques et le caractère bimodal de l’empilement volcanique.
Les domaines volcaniques de Frotet-Troïlus sont : le domaine de Maurès-La Fourche (séquence de plateau océanique), le	domaine de Troïlus (volcanisme de subduction et d’ouverture de bassin marginal) et le domaine de Parker (séquence de plateau océanique).
La ceinture volcano-sédimentaire de Frotet-Evans est délimitée par des gneiss et granitoïdes et se situe dans la sous-province de l’Opatica. L’Opatica est une sous-province archéenne datée à 2.5 Ga par Dallameyer (1974). Elle forme le cœur érodé d’une ceinture orogénique de plis et de charriage produite lors de sa collision avec la sous-province d’Abitibi. L’Opatica est bordée au Sud par la sous-province d’Abitibi et au Nord par les sous-provinces de Némiscau et d’Opinaca, lesquelles sont les composantes d’un prisme d’accrétion sédimentaire hautement métamorphisé. Le contact entre l’Opatica et l’Abitibi présente une suture crustale interprétée comme une zone de subduction fossile à pendage Nord possiblement reliée à la convergence entre les deux sous-provinces. Cette interprétation se base sur les images de réflexions sismiques obtenues lors du projet « LITHOPROBE ». Ces images révèlent un réflecteur pouvant se suivre jusqu’à 30 kilomètres de profondeur dans le manteau supérieur et plongeant sous l’Opatica.

### Stratigraphie
Le Groupe de Troïlus, d’une puissance minimale de 6625 mètres, est caractérisé par l’alternance de formations sédimentaires (surtout des volcanoclastites) et de formations de laves basiques. Cette séquence volcano-sédimentaire comprend des basaltes plus ou moins magnésiens (jusqu’à 11 % à 14 % MgO) d’affinité tholéiitique, des pyroclastites calco-alcalines, des roches sédimentaires et des unités restreintes d’andésite. Les volcanoclastites, les laves et les intrusions sont les trois grands types de lithologie rencontrés dans la ceinture de Frotet-Evans. On retrouve de la base au sommet de la séquence, la Formation d’Odon, de Frotet, de Châtillon, de Mésière et de l’Habitation.

### Structure
Plusieurs phases de déformations, entre 2,7 et 2,685 Ga affectent la ceinture de roches vertes de Frotet-Evans et son segment Frotet-Troïlus. En effet, les stratifications S0 sont affectées par une foliation régionale S1 et une foliation tardive S2 généralement observée près de batholites qui délimitent les terrains volcaniques. Le segment de Frotet-Troïlus est divisé par l’anticlinal de Frotet en deux domaines structuraux distincts.
Le synclinal de Troïlus occupe le domaine Nord et est relié à la phase de déformation D1. Ce domaine est caractérisé par un grain structural orienté NE-ENE. Des failles longitudinales à mouvement inverse et des failles de décrochement dextre sont associées aux plis isoclinaux résultant de la phase de déformation D2. Les trois plis synclinaux et l’anticlinal orientés ESE à SE dont les flancs sont affectés par des failles régionales SE à SO occupent le domaine Sud. Ce domaine est caractérisé par un grain structural orienté ESE à NE. Des plis orientés NE et des failles de chevauchement marquent la limite Sud entre les orthogneiss de l’Opatica et les roches volcano-sédimentaires du segment de Frotet-Troïlus.

### Métamorphisme
Les granitoïdes de la sous-province de l’Opatica sont composés d’orthogneiss métamorphisés aux faciès amphibolites et granulites. Les roches de la bande de Frotet-Evans sont métamorphisées aux faciès schistes verts et amphibolites. On peut donc distinguer les granitoïdes en bordure de la bande, des granitoïdes à l’intérieur de la bande. Simard (1987) détermine les conditions de métamorphisme à partir des trois principales paragenèses métamorphiques observées par Roy (1986) dans les roches basiques du segment Frotet-Troïlus. Les trois assemblages minéralogiques principaux sont :
1. actinote + plagioclase calco-sodique + épidote
2. actinote + albite + clinozoïste + pistachite +/- chlorite +/- quartz +/- sphène +/-  calcite
3. hornblende + quartz + épidote + plagioclase sodique-calcique

Les assemblages minéralogiques de type 1 et 2 correspondent à des roches peu déformées (schistes verts) alors que ceux de type 3 (amphibolites) sont des roches recristallisées. Selon Simard (1987), l’assemblage #1 n’est pas caractéristique du faciès schistes verts de type barovien. La genèse de cet assemblage implique des conditions de basses pressions et de hautes températures. Par contre, les assemblages #2 et #3 sont respectivement typiques des faciès schistes verts et amphibolites.
Les conditions métamorphiques évoluent à mesure que l’on s’approche des granitoïdes syn-tectoniques à tardi-tectoniques qui délimitent la bande de Frotet-Troïlus. Cette évolution suggère que la mise en place des granitoïdes a provoqué des changements dans les conditions de températures qui prévalaient dans l’encaissant. L’évolution du métamorphisme serait fonction du gradient de température plus élevé près des granitoïdes. Benn et Sawyer (1992) suggèrent, d’après l’étude des zonalités des minéraux métamorphiques, que les roches de la partie nord de l’Opatica ont subi une déformation à des niveaux crustaux plus profonds que leur contrepartie Sud. Une autre hypothèse serait que le gradient géothermique  lors de la déformation était plus élevé dans la partie Nord.

### Environnement et dépôt
La présence de laves coussinées nous indique que l’empilement volcanique s’est formé en milieu aquatique. Le faible pourcentage de vésicules, hormis un niveau de laves coussinées andésitiques très vésiculées, indique un milieu d’accumulation soumis à des pressions élevées, c'est-à-dire sous une colonne d’eau d’au moins 2000 mètres (Simard, 1987). La présence de niveaux d’argilite témoigne aussi d’un milieu marin profond. La rareté des sédiments épiclastiques de type flysch indique qu’il n’y avait pas de masse continentale à proximité de l’empilement volcanique. La continuité et le peu de variation latérale de faciès des unités basiques et volcanoclastiques intermédiaires nous portent à croire que le volcanisme serait lié à des éruptions fissurales.

## Géologie du gisement de Troïlus
Le gisement de la Fosse 87 se situe sur le flanc NE du synclinal du lac Troïlus, où seule la moitié supérieure du Groupe de Troïlus est observée. D’après Carles (2000) le gisement est compris dans la formation de Parker. Le gisement de la Fosse 87 est encaissé dans une unité de diorite (où d’andésite porphyrique). D’après la paragenèse minérale observée (quartz + amphibole + biotite +/- épidote) l’unité encaissante est métamorphisée aux faciès des amphibolites. Les autres lithologies répertoriées sont : des dykes felsiques, une unité d’amphibolite (i.e. la zone d’altération potassique), des dykes de lamprophyre et des dykes granitiques localement pegmatitiques. Ces derniers représentent probablement des apophyses de l’intrusif Parker. Cet intrusif est un pluton granitique de 2698 +/-2 Ma, qui a recoupé le gisement postérieurement à la minéralisation.  Selon Pilote (1997), l’âge de la minéralisation cupro-aurifère est de 2782+/-6 Ma. On note aussi la présence d’une faille N320°/75° à mouvement dextre (déplacement d’environ 30 mètres), antérieure à la minéralisation  traverse la zone minéralisée 87.
La minéralisation de la Fosse 87 est contenue dans des lentilles subparallèles dont l’ensemble forme une enveloppe à la morphologie irrégulière, plongeant entre 55° et 60° vers N045. Les dimensions de cette dernière sont d’environ 1 000 m L x 500 m l x >100 m h. 
La minéralisation cupro-aurifère du gisement de la Fosse 87 se trouve dans les dykes felsiques et dans la zone d’altération potassique. Cette zone présente communément un caractère bréchique (fragments leucocrates dans matrice mélanocrate). La minéralisation cupro-aurifère est sous forme disséminée, en petits amas (de quelques mm à quelques cm) dans la foliation de la matrice de biotite/amphibole (N215°/65°) et en petits amas et petites veinules en périphérie et dans les fractures des fragments. Fraser (1993) avance que la remobilisation des sulfures dans les plans de foliations est le résultat du métamorphisme régional et de contact qui a affecté le gisement. En se fondant sur des études texturales et structurales, Magnan (1993) suggère une mise en place synchrone de la minéralisation avec le métamorphisme et l’épisode de déformation régionale.

## Acceptabilité sociale
Le gisement de la mine Troilus est situé sur le territoire ancestral de la communauté crie de Mistissini, sur les aires de trappe détenues par trois familles. La communauté de Mistissini a travaillé  avec l’entreprise Inmet et la ville de Chibougamau pour assurer le bon fonctionnement des opérations de la mine en participant activement à son exploitation. L’entente Troilus est la deuxième du genre au Canada signé entre une entreprise minière et une communauté autochtone (la première est celle de la mine Raglan). Elle ne comprend pas de versement de profits à la communauté de Mistissini, mais s’articule autour de la formation de la main-d’œuvre et l’accès aux emplois. Les compétences acquises par les Cris pendant l’exploitation de la mine leur ont permis de s’intégrer dans l’économie des ressources naturelles dans le Nord-du-Québec. 
La ville de Chibougamau impliquée dans la fourniture de services et de biens à la mine. L’entreprise Autobus Messier y est chargée de faire le transport des travailleurs à partir de Chibougamau jusqu’au site d’exploitation, ainsi que la compagnie Esso chargée du transport de 15 000 litres de diesel par jour pour alimenter la flotte de véhicules. Le siège social se situe à Chibougamau, à la fois en ce qui concerne l’entreprise Inmet que Troilus Gold. Inmet finance aussi en partie la réfection du Pavillon Inmet-Obalski du Centre plein air du Mont Chalco. L’équipe de football canadien de la polyvalente la porte du Nord se nomme également Troilus de Chibougamau-Chapais, jusqu’à son changement de nom pour les Faucons Barette de Chibougamau Chapais suivant le financement de la minière.